# Matthias Numsen Blytt
Matthias Numsen Blytt, né le 26 avril 1789 à Overhalla (Namdalen) et mort le 26 juin 1862 à Christiana, est un botaniste norvégien renommé pour son étude de la flore de Norvège et spécialisé dans les domaines des bryophytes et des spermatophytes. Son fils, Axel Gudbrand Blytt (1843-1898), était également botaniste.

## Biographie
Après avoir commencé à étudier le droit, Matthias Blytt se tourne vers la botanique, jusqu'à devenir professeur de botanique à l'université du roi Frédéric de Christiana à partir de 1837. Il dirige également le jardin botanique de l'université. Tout au long de sa carrière, il effectue nombre d'expéditions botaniques à travers la Norvège. Il est en correspondance avec des collègues d'Europe et étudie les plantes des Alpes et des Pyrénées dont il rassemble une collection. Son ouvrage le plus important, intitulé Norges Flora (Flore de Norvège), est publié en 1861. Son fils, Axel Blytt, y ajoute le volume II (1874) et le volume III (1876).
Il est élu membre étranger de l'Académie royale des sciences de Suède en 1858. Le musée botanique de Christiana est fondé en 1863, grâce à son herbier considérable. Il est enterré au cimetière de Notre-Sauveur (Oslo).

## Publications
- Norsk Flora, 1847
- Norges flora eller beskrivelser over de i Norge vildtvoxende karplanter, tillige med angivelse af de geografiske forhold, under hvilke de forekomme, 1861

## Hommages
Les genres suivants lui ont été dédiés :
- (Asclepiadaceae) Blyttia Arn.[2]
- Hypoblyttia

La revue de l'Association norvégienne de botanique Blyttia porte son nom.

#### Botaniste suédois
- Lars Levi Læstadius

#### Botanistes norvégiens
- Axel Gudbrand Blytt
- Rolf Nordhagen
- Ove Dahl
- Thekla Resvoll
- Jens Holmboe